# Singalangia
Singalangia is een monotypisch geslacht van spinnen uit de  familie van de Tetrablemmidae.

## Soort
- Singalangia sternalis Lehtinen, 1981